# Terra Nostraparken

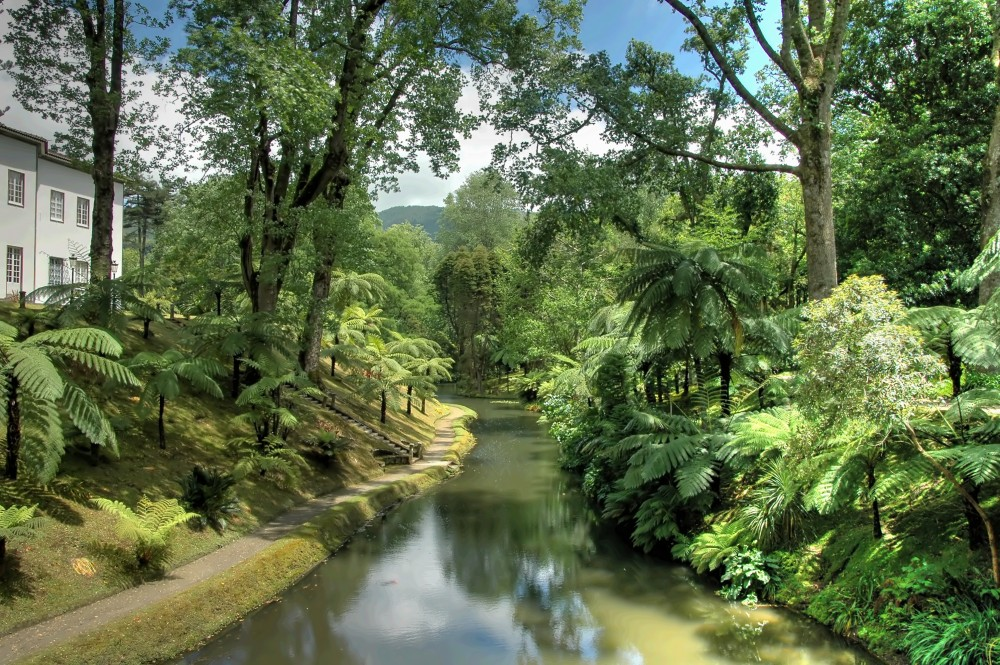
Vy över en av dammarna med parkslottet skymtande till vänster.

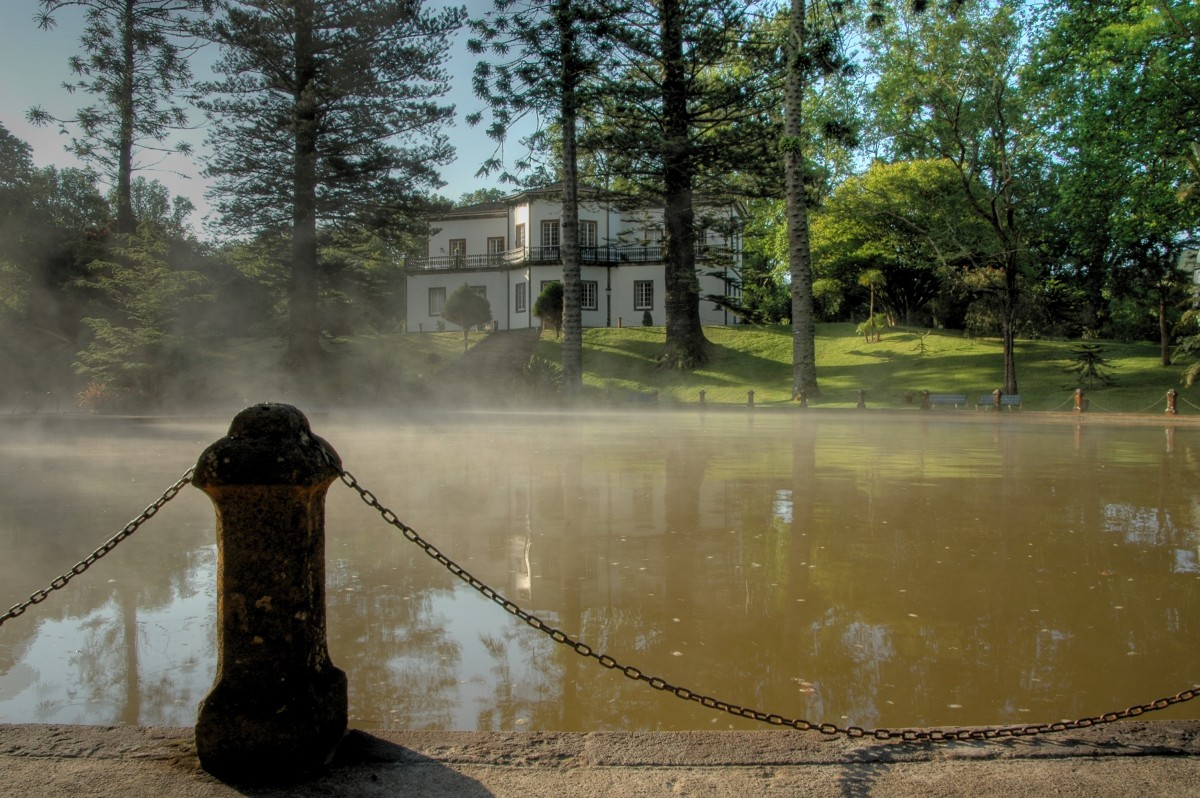
Termalbassängen med parkslottet i bakgrunden.

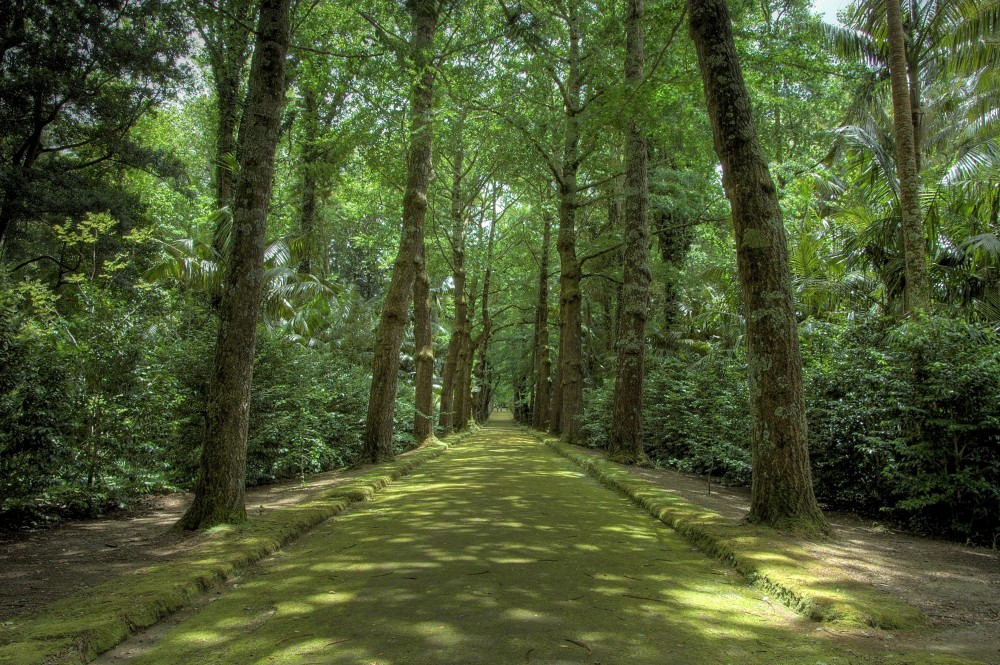
En cirka 300 meter lång allé av Ginkgoträd.

Terra Nostraparken är en botanisk trädgård i byn Furnas på ön São Miguel i Azorerna. Parken är 12,5 hektar och anlades 1780 av Thomas Hickling. I parken finns bland annat ett parkslott och en termalbassäng med järnrikt vulkanuppvärmt vatten.

## Historia
År 1780 köpte Thomas Hickling, amerikansk konsul i São Miguel, två hektar mark i Furnas där han byggde sommarresidentet Yankee Hall. Huset var ursprungligen ett ganska enkelt trähus och runt det planterades ett antal träd från Nordamerika, som inte har överlevt. År 1848 köpte Visconde da Praia marken med tillhörande byggnad. Han utökade marken avsevärt och anlade ett antal dammar med tillhörande planteringar. Det ursprungliga huset revs och lämnade plats åt det nuvarande vitkalkade parkslottet i två plan.
Efter Visconde da Praia död 1872, tog sonen över och fortsatte arbetet som fadern påbörjat. Han anlitade både brittiska och portugisiska trädgårdsarkitekter för att anlägga ytterligare vattenanläggningar samt konstgjorda grottor. Träd från Nordamerika, Australien, Asien, Nya Zeeland, Kina och Sydafrika importerades och planterades, varav en del fortfarande finns kvar i parken.
År 1930 färdigställde Vasco Bensaude Hotel Terra Nostra och köpte därefter hela parken, inklusive en närliggande mark vilket idag är dess nuvarande yta på 12,5 hektar. Vid övertagandet av parken var den i ett mycket dåligt skick och Vasco Bensaude påbörjade en stor restaurering. Han hade ett stort intresse för växter och anlitade den skotska trädgårdsmästaren John KcEnroy för att leda arbetet. Parken utvecklades och även parkslottet rustades upp, samtidigt som termalbassängen fick dess nuvarande ovala form och stensättning. En hel del nya arter importerades och planterades.
Parken har därefter upprätthållits. Den första var Vascos son Filipe Bensaude som tog över 1990. Han tog hjälp av den engelska trädgårdsmästaren David Sayers, som tillsammans med trädspecialisten Richard Green, tog hand om de nära 2500 träd och plantor som fanns i parken vid tiden, men tillförde även runt 3000 nya plantor.